# Gehaz El Reyada Stadium
Gehaz El Reyada Stadium – stadion znajdujący się na terenie szkoły policyjnej w Kairze. Swoje mecze rozgrywa na nim drużyna Ittihad El Shorta. Ma pojemność 20000 widzów.